# 川原田純平
川原田 純平（かわらだ じゅんぺい、2002年5月21日 - ）は、岩手県花巻市出身のプロ野球選手（内野手・育成選手）。右投右打。福岡ソフトバンクホークス所属。

## 経歴

### プロ入り前
2歳年上の兄の影響で「北上リトルリーグ」で硬式野球を始め、中学校では「花巻リトルシニア」に所属する。チームメイトには高校の先輩になる堀田賢慎がいた。
高校は青森県青森市の青森山田高等学校に進学。1年生の夏からベンチ入りを果たし、2年生には遊撃手のレギュラーとなる。2年生の秋に秋季東北大会に進出するも、準々決勝で鶴岡東高等学校に敗れ、3年生の夏の第102回全国高等学校野球選手権大会は、コロナ禍の影響で中止となり甲子園出場はならなかった。代替試合として行われた夏季青森県高等学校野球大会では、決勝戦で八戸学院光星高等学校に8対5で勝利し県大会優勝を果たした。
2020年10月26日に行われたプロ野球ドラフト会議にて、福岡ソフトバンクホークスから4位指名を受け、11月24日、契約金3500万円、年俸550万円（金額は推定）で契約合意に達し、12月10日に入団発表会見が行われた。背番号は46。

### プロ入り後
2021年、主に三軍戦で84試合に出場。打率.236、2本塁打、20打点、15盗塁を記録する。二軍戦には17試合に出場した。
2022年、7月5日に高校時代を過ごした青森県で行われた対東北楽天ゴールデンイーグルス戦において、6回から代走で出場し一軍戦初出場を果たす。二軍戦では71試合に出場し、11月9日、推定年俸560万円で契約更改した。
2023年は2試合のみの出場に終わった。
2024年は一軍出場はなく、11月4日に戦力外通告を受けた。11月16日に育成再契約を行った。背番号は167に変更となった。

## 選手としての特徴
- 身長170cmと野球選手としては小柄ながら、50メートル走のタイムは6.0秒、遠投110メートル、高校通算15本塁打と身体能力の高い遊撃手[1]。

## 詳細情報

### 年度別打撃成績
| 年 度     | 球 団        | 試 合 | 打 席 | 打 数 | 得 点 | 安 打 | 二 塁 打 | 三 塁 打 | 本 塁 打 | 塁 打 | 打 点 | 盗 塁 | 盗 塁 死 | 犠 打 | 犠 飛 | 四 球 | 敬 遠 | 死 球 | 三 振 | 併 殺 打 | 打 率 | 出 塁 率 | 長 打 率 | O P S |
| --------- | ------------ | ----- | ----- | ----- | ----- | ----- | -------- | -------- | -------- | ----- | ----- | ----- | -------- | ----- | ----- | ----- | ----- | ----- | ----- | -------- | ----- | -------- | -------- | ----- |
| 2022      | ソフトバンク | 1     | 1     | 1     | 0     | 0     | 0        | 0        | 0        | 0     | 0     | 0     | 0        | 0     | 0     | 0     | 0     | 0     | 1     | 0        | .000  | .000     | .000     | .000  |
| 2023      | ソフトバンク | 2     | 1     | 1     | 0     | 0     | 0        | 0        | 0        | 0     | 0     | 0     | 0        | 0     | 0     | 0     | 0     | 0     | 0     | 0        | .000  | .000     | .000     | .000  |
| 通算：2年 | 通算：2年    | 3     | 2     | 2     | 0     | 0     | 0        | 0        | 0        | 0     | 0     | 0     | 0        | 0     | 0     | 0     | 0     | 0     | 1     | 0        | .000  | .000     | .000     | .000  |

- 2024年度シーズン終了時

### 年度別守備成績
| 年 度 | 球 団        | 二塁  | 二塁  | 二塁  | 二塁  | 二塁  | 二塁     | 遊撃  | 遊撃  | 遊撃  | 遊撃  | 遊撃  | 遊撃     |
| 年 度 | 球 団        | 試 合 | 刺 殺 | 補 殺 | 失 策 | 併 殺 | 守 備 率 | 試 合 | 刺 殺 | 補 殺 | 失 策 | 併 殺 | 守 備 率 |
| ----- | ------------ | ----- | ----- | ----- | ----- | ----- | -------- | ----- | ----- | ----- | ----- | ----- | -------- |
| 2022  | ソフトバンク | 1     | 2     | 2     | 1     | 0     | .800     | -     | -     | -     | -     | -     | -        |
| 2023  | ソフトバンク | 1     | 0     | 1     | 0     | 1     | 1.000    | 1     | 3     | 0     | 0     | 0     | 1.000    |
| 通算  | 通算         | 2     | 2     | 3     | 1     | 1     | .833     | 1     | 3     | 0     | 0     | 0     | 1.000    |

- 2024年度シーズン終了時

### 記録
初記録
- 初出場：2022年7月5日、対東北楽天ゴールデンイーグルス9回戦（はるか夢球場）、6回表に野村大樹の代走で出場
- 初打席：同上、8回表に福山博之から空振り三振

### 背番号
- 46（2021年 - 2024年）
- 167（2025年 - ）

### 登場曲
- 「My Time ft. Jeremih」Fabolous（2021年 - 2022年）
- 「I Believe」T.O.K.（2021年 - ）
- 「何度でも」DREAMS COME TRUE（2023年 - 2022年）
- 「宝物」wacci（2023年 - ）